# Landericus von Paris

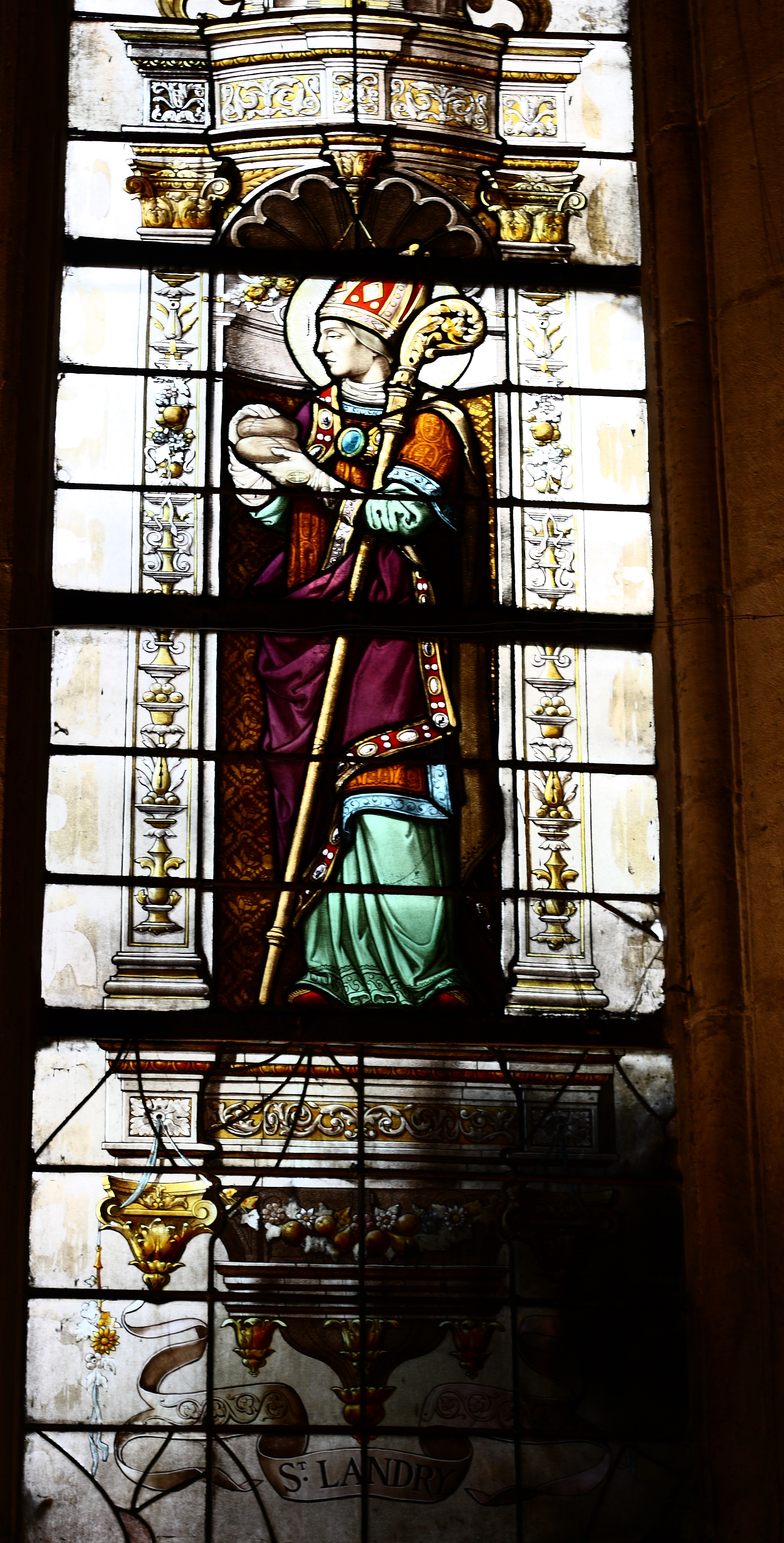
Landericus von Paris auf einem Bleiglasfenster in der Kirche Saint-Médard in Paris

Landericus von Paris, französisch Saint Landry († um 656 in Paris) war Bischof von Paris von 650 bis 656.
Der Gedenktag des Heiligen ist der 10. Juni.
Er ist bekannt für die Gründung des Hôtel Dieu, des ältesten Krankenhauses von Paris, in der Regierungszeit des fränkischen Königs Chlodwig II. († 657).